# Leandro dos Santos de Jesus
Leandro dos Santos de Jesus, detto Makelele (Salvador, 26 febbraio 1985), è un ex calciatore brasiliano, di ruolo centrocampista.

## Caratteristiche tecniche
Gioca come centrocampista mediano.

## Carriera

### Club
È soprannominato Makelele dai tempi del Santo André, a causa della somiglianza con Claude Makélélé, con cui condivide aspetto fisico e ruolo.

## Palmarès

### Club

#### Competizioni statali
- Campionato paulista: 1

Palmeiras: 2008